# Jeu de hasard raisonné
 (mars 2023).
Si vous disposez d'ouvrages ou d'articles de référence ou si vous connaissez des sites web de qualité traitant du thème abordé ici, merci de compléter l'article en donnant les références utiles à sa vérifiabilité et en les liant à la section « Notes et références ».
Les jeux de hasard raisonné sont des jeux où le hasard intervient mais n'est pas le seul élément déterminant la victoire. Le joueur doit opérer des choix pour tirer le meilleur parti du résultat des dés ou des cartes.
Si aucun choix n'est laissé aux joueurs, on parle alors de jeu de hasard pur.

## Exemples
- Backgammon
- Tarot
- Mah jong
- Jeu des petits chevaux
- Poker
- Yam's (ou Yahtzee)
- 5000
- Trictrac
- Monopoly